# Sophie Jomain
Œuvres principales
- Les Étoiles de Noss Head
- Felicity Atcock

Sophie Jomain, née le 10 décembre 1975  à Villefranche-sur-Saône, est une autrice française de romans fantastiques et contemporains pour jeunes adultes et adultes.

## Biographie
Sophie Jomain vit en Picardie. D'abord archéologue, elle se lance très tardivement dans l'écriture, influencée par la littérature Young Adult américaine.
En août 2010, les éditions Elzévir publient à compte d'auteur Vertige, le premier tome de sa série fantastique Les étoiles de Noss Head, inspirée par les Highlands et plus précisément Wick (Écosse). 
En octobre 2011, Sophie Jomain signe son premier contrat à compte d'éditeur avec les éditions Rebelle qui reprendront les Étoiles de Noss Head dont elles publieront le cinquième et dernier tome en 2014. La série, annoncée par les éditions J'ai lu comme étant la première série New Adult française, connaît un succès qui permettra à Sophie Jomain d'être éditée chez de plus grands éditeurs en France (J'ai Lu d'abord, France Loisirs ensuite), ainsi qu'à l'étranger. Aussi, en 2016, Les étoiles de Noss Head paraît en Italie sous le titre Le stelle di Noss Head, aux éditions Fazi.
En parallèle, Sophie Jomain publie son premier roman d'urban fantasy en 2011 aux éditions Rebelle, Felicity Atcock, une série prévue en six tomes. Grande lectrice de romance, en 2013, elle décide de se lancer dans le genre et publie Cherche jeune femme avisée aux Éditions J'ai lu en 2014, puis D'un commun accord, la suite, en 2015, chez le même éditeur.

## Publications

### Œuvres pour adolescents et jeunes adultes
Roman jeunesse
La maison aux murmures, Éditions Page à Page, 2021

#### Saga fantastique jeunes adultes
La saga devrait être composée de 3 tomes.
- Pamphlet contre un vampire, coll. Lune de Sang, Rebelle Éditions, 2011.

#### Série fantastique jeunes adultesLes étoiles de Noss Head
La série est composée de 5 tomes.
1. Vertige, coll. Lune de sang, Elzévir, 2010, et Rebelle Éditions 2012, J'ai lu 2014, Éditions Pygmalion 2016.
2. Rivalités, coll. Lune de sang, Rebelle Éditions, 2011, et J'ai lu 2015.
3. Accomplissement, coll. Lune de sang, Rebelle Éditions, 2012, et J'ai lu 2016.
4. Origines, première partie, coll. Lune de sang, Rebelle Éditions, 2013.
5. Origines, deuxième partie, coll. Lune de sang, Rebelle Éditions, 2014

### Œuvres pour adultes

#### Série fantastiqueFelicity Atcock
La série est composée de 7 tomes et d'un crossover.
1. Les anges mordent aussi, Rebelle Éditions, coll. « Lipstick fantastique », 2011, 320 p. (ISBN 978-2290072424)  — réédition J'ai lu, 2014
2. Les anges ont la dent dure, coll. Lipstick fantastique, Rebelle Éditions, 2012, et J'ai lu, 2014.
3. Les anges sont de mauvais poil, coll. Lipstick fantastique, Rebelle Éditions, 2013, et J'ai lu, 2015.
4. Les anges sont sans merci, coll. Lipstick fantastique, Rebelle Éditions, 2014, et J'ai lu, 2016.
5. Les anges battent la campagne, Lipstick fantastique, Rebelle Editions, 2015 et J'ai lu, 2017.
6. Les anges ont la mort aux trousses, avec Maxime Gillio, Lipstick fantastique, Rebelle Editions, 2016.
7. Les anges voient rouge, Lipstick fantastique, Rebelle Editions, 2017 et J'ai lu, 2017.

### Romances contemporaines
- Cherche jeune femme avisée, Éditions J'ai lu, 2014
- D'un commun accord, Éditions J'ai lu, 2015
- Gateau d'amour, Éditions J'ai lu, 2019

#### Autres romans
- Quand la nuit devient jour, Pygmalion, 2016
- Thérapie du crime, avec Maxime Gillio, Pygmalion, 2018
- Fais-moi taire si tu peux, Éditions Harper Collins, 2018
- Et tu entendras le bruit de l'eau, Éditions Harper Collins France, 2019
- Les étoiles brillent plus fort en hiver, Éditions Charleston, 2020
- M'asseoir cinq minutes avec toi, Éditions Charleston, 2021
- Les tortues ne fêtent pas Noël sous la neige, Éditions Charleston, 2021
- Les perce-neige s'éveillent sous les flocons, Éditions Charleston, 2022
- Le Dernier Sommeil de l'ourse, Éditions Charleston, 2023
- Un cœur pour Noël, Éditions Auzou, 2023
- Et viva la vida !, Éditions Charleston, 2024

### Nouvelles
- Conte de toujours, Artbook Raconté, La porte littéraire, 2013
- Luxe et châtiment, L'exquise Nouvelle, saison 3 - Le concierge masqué, Exquise Édition, 2013
- Les yeux du troll, Anthologie des Imaginales, Trolls et licornes, Mnémos, 2015
- La Belle est la Bête, nouvelle numérique, 2020

### Roman graphique
- Apocryphe, illustration Fleurine Retoré,éditions du chat noir, 2017